# Dan Weiner
Dan Weiner (* 12. Oktober 1919 in New York; † 26. Januar 1959 bei Versailles, Kentucky) war ein US-amerikanischer Fotojournalist, der vor allem durch seine Arbeiten für das Fortune Magazine bekannt wurde. Seine Fotografien dokumentieren das Leben in den Vereinigten Staaten in den 1950er Jahren. Er war Mitglied der Photo League in New York. Die Photo League war eine Organisation von Fotografen in New York City, die sich der Dokumentation des Lebens in den Arbeitervierteln widmete. Sie wurde 1936 gegründet und bot ihren Mitgliedern Schulungen, Ausstellungsräume und eine Plattform für den Austausch über soziale und kreative Themen. Die Photo League spielte eine wichtige Rolle bei der Entwicklung der sozialdokumentarischen Fotografie in den USA.

## Leben
Dan Weiner wurde in New York City geboren und interessierte sich schon früh für Kunst. Er studierte Malerei an der Art Students League und am Pratt Institute, bevor er sich der Fotografie zuwandte und Mitglied der Photo League wurde, einer Gruppe von Fotografen, die mit ihrer Arbeit soziale Veränderungen anstrebten.
Während des Zweiten Weltkriegs diente Dan Weiner als Fotograf und Ausbilder bei der United States Army Air Force. Nach dem Krieg arbeitete er als professioneller Fotojournalist, hauptsächlich für das Fortune Magazine. Er schuf Straßenfotografien von New York City in der Mitte des 20. Jahrhunderts und dokumentierte das Leben der arbeitenden Bevölkerung.
Dan Weiner war mit der Fotografin Sandra Weiner verheiratet, die er als Lehrerin in der Photo League kennengelernt hatte. Er starb 1959 bei einem Flugzeugabsturz in Kentucky, als das Flugzeug während eines unerwarteten Schneesturms gegen einen Berghang prallte.

## Werk
Dan Weiners fotografisches Werk zeichnet sich durch die sensible Darstellung des Alltagslebens und der sozialen Verhältnisse seiner Zeit aus. Er dokumentierte unter anderem die Bürgerrechtsbewegung, darunter den Busboykott von Montgomery 1956, bei dem er Martin Luther King Jr. fotografierte. Seine Arbeiten wurden in wichtigen Ausstellungen gezeigt, darunter The Concerned Photographer 1967, organisiert von Cornell Capa.